# Heraclia subfascia
Heraclia subfascia là một loài bướm đêm trong họ Noctuidae.